# Parker (Illinois)
Parker és un antic assentament al comtat de Johnson, Illinois, Estats Units. Parker era a l'oest de New Burnside, al sud de Creal Springs, i es va fundar als encreuaments de l'antic Cleveland, Cincinnati, Chicago and St. Louis Railway i el ramal de Marion a Brookport del Illinois Central Railroad. La ciutat va rebre el nom de George Washington Parker, un antic president del ferrocarril de St. Louis, Alton and Terre Haute, que va ser un predecessor del Big Four.
En el seu moment àlgid la ciutat va assolir una població de gairebé 300 habitants, que anà declinant lentament a partir de la dècada del 1920. En aquell moment hi havia dos hotels, dues botigues, una oficina de correus, menjadors i restaurants. A més, dues barberies sempre estaven plenes de clients. L'oficina de correus de Parker es va obrir el 28 de desembre de 1889 i va tancar el 31 d'octubre de 1941. Durant el seu apogeu a Parker hi havia una quarantena de cases.